# Paduniella ranongensis
Paduniella ranongensis is een schietmot uit de familie Psychomyiidae. De soort komt voor in het Oriëntaals gebied.